# Telorta divergens
Telorta divergens là một loài bướm đêm trong họ Noctuidae.